# Maria Mendelssohn
Maria Helene Louise Mendelssohn, geb. Cauer (* 3. Mai 1861 in Kreuznach; † 25. Dezember 1928 in Darmstadt), war eine deutsche Radiererin.

## Leben

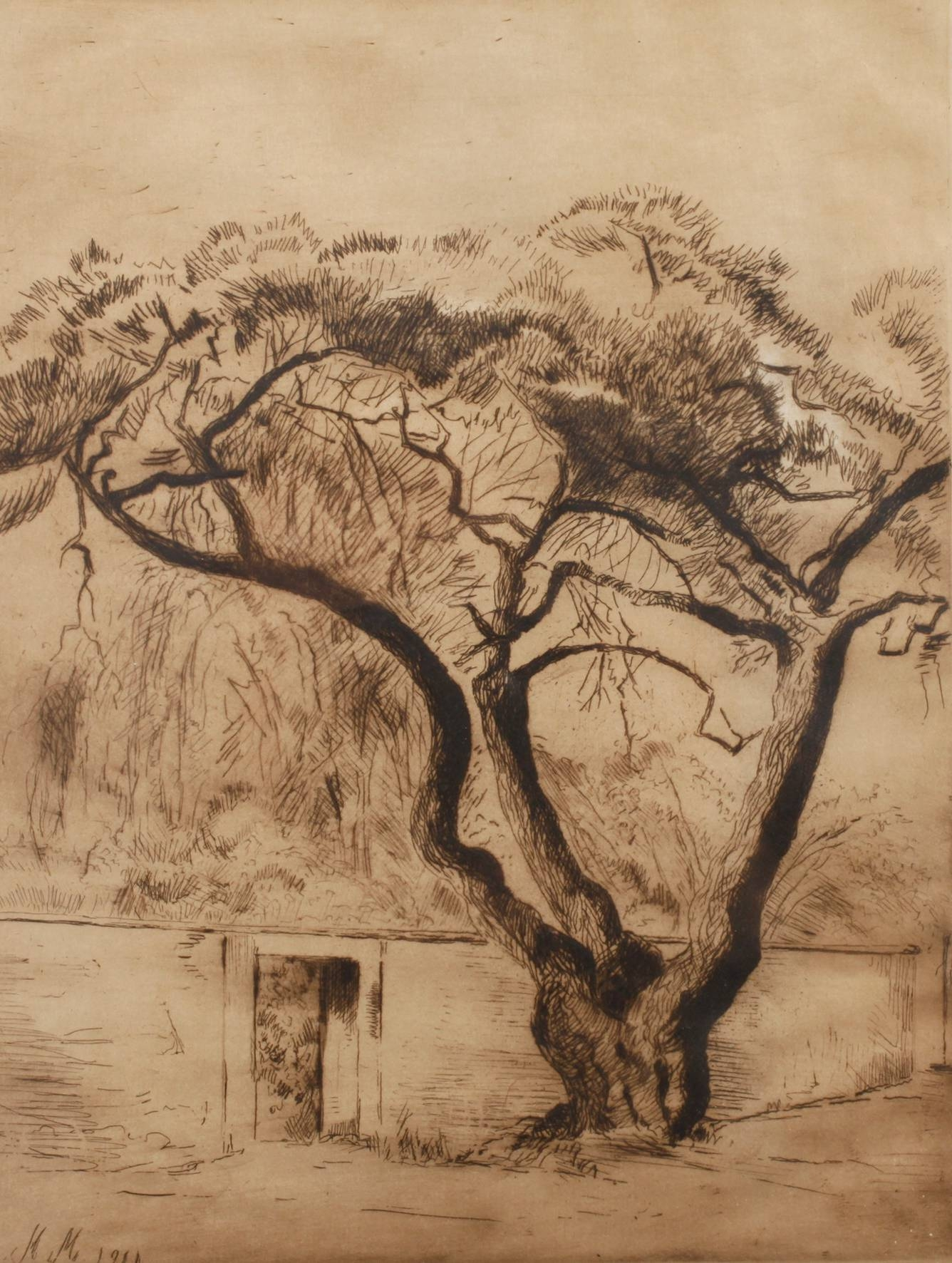
Maria Mendelssohns Radierung Schepp-Allee in Darmstadt (1911)

Maria Mendelssohn entstammte der in Kreuznach ansässigen Künstlerfamilie Cauer. Ihr Vater war der Bildhauer Karl Cauer, ihre Mutter Helene Cauer, geb. Schmidt, die Tochter eines Gerbereibesitzes. Ihre fünf Brüder wirkten als Bildhauer oder Maler, zudem hatte sie eine Schwester. Am 12. November 1885 heiratete sie in Kreuznach den Kirchenmusikdirektor Arnold Mendelssohn. 1895 zog sie mit ihm nach Darmstadt.
Maria Mendelssohn begann bereits in Kreuznach, sich mit Radierungen zu beschäftigen. Ihre Sujets fand sie vor allem in Landschaften und der Natur, die sie sparsam um Architekturelemente (u. a. Mauern) ergänzte. Insbesondere Bäume stellte sie in vielfältigen Formationen und Gestaltungsarten dar. In Darmstadt wählte sie häufig die Krüppelkiefern der Schepp Allee als Motiv für ihre Werke. Ihr Stil war romantisierend und erzählend. Sie arbeitete präzise und setzte Techniken wie Ätzradierung, Weichgrundätzung, Kalte Nadel und Aquatinta ein.
Maria Mendelssohn starb 1928 im Alter von 67 Jahren in Darmstadt. Das Kunst Archiv Darmstadt veranstaltete 1987 eine der Künstlerin gewidmete Gedenkausstellung. Auch bei dessen katalogbegleiteter Ausstellung „Der weibliche Blick: vergessene und verschollene Künstlerinnen in Darmstadt 1880–1930“ (2013) wurden ihre Arbeiten gezeigt.

## Werke (Auswahl)
- Baum in der Schepp Allee Darmstadt, Radierung, 1910, Sammlung Claus K. Netuschil Darmstadt
- Schepp-Allee in Darmstadt (verkrüppelte Kiefer vor Begrenzungsmauer), Radierung, 1911, Monogramm/Datierung unten links: „M M 1911“, ca. 26,5 × 20,5 cm[3]
- Jomkipur im Feindeslande, Druckgrafik auf Postkarte, Berlin 1914, Signatur in gedruckter Handschrift unten links: „MENDELSSOHN“, Grafiksammlung der Österreichischen Nationalbibliothek, Inventar-Nr. 16320071[4]
- Überflutete Landschaft, Radierung, ca. 1915, Sammlung Claus K. Netuschil
- Landschaft, Radierung, ca. 1915, Sammlung Claus K. Netuschil
- Oppenheim am Rhein, Radierung, ca. 1920, Sammlung Claus K. Netuschil